# Koós Mihály
Dr. Koós Mihály (Szatmárnémeti, 1869. április 8. – Budapest, 1941. november 15.) gazdaságpolitikus; államtitkár, az Országos Mezőgazdasági Kamara igazgatója.

## Életpályája
Szülei: Koós Mihály és Gyuró Julianna voltak. Jogi tanulmányok Budapesten és Berlinben végezte el. 1902-től a földművelésügyi minisztériumban dolgozott. 1917-től a mezőgazdasági osztály főnöke volt. 1921-től az Országos Mezőgazdasági Kamara igazgatója, 1922-től helyettes államtitkár volt.
Az Országos Mezőgazdasági Kamarában és a Magyar Nemzeti Bankban mint főtanácsos és végrehajtó bizottsági tag a nagybirtokosok érdekeit képviselte.
Temetése a Fiumei úti sírkertben történt.

## Művei
- Állatorvosi közszolgálat (Budapest, 1901)
- A székelyföldi gazdasági actio, 1905 (Budapest, 1906)